# 通化医药高新技术产业开发区
通化医药高新技术产业开发区，亦称中国医药城，简称通化医药高新区，位于中国吉林省通化市。于2005年7月成立，2013年12月国务院批准升格为国家级高新技术产业开发区，是目前中国唯一的医药高新技术产业开发区。规划面积12.7082平方公里，行政区划面积57.3平方公里。

## 历史
2005年7月创建吉林通化经济开发区。2010年12月31日，吉林省政府正式批复通化医药高新技术产业开发区升级为省级高新技术产业开发区。2011年8月，吉林省人民政府批准吉林通化经济开发区并入通化医药高新技术产业开发区。2013年12月国务院批准晋升为国家级医药高新区。与通化国际内陆港务区为通化市两个行政单独设立的开发区。